# Tokunocepheus mizusawai
Tokunocepheus mizusawai är en kvalsterart som beskrevs av Aoki 1966. Tokunocepheus mizusawai ingår i släktet Tokunocepheus och familjen Tokunocepheidae. Inga underarter finns listade i Catalogue of Life.